# Friedrich Merz

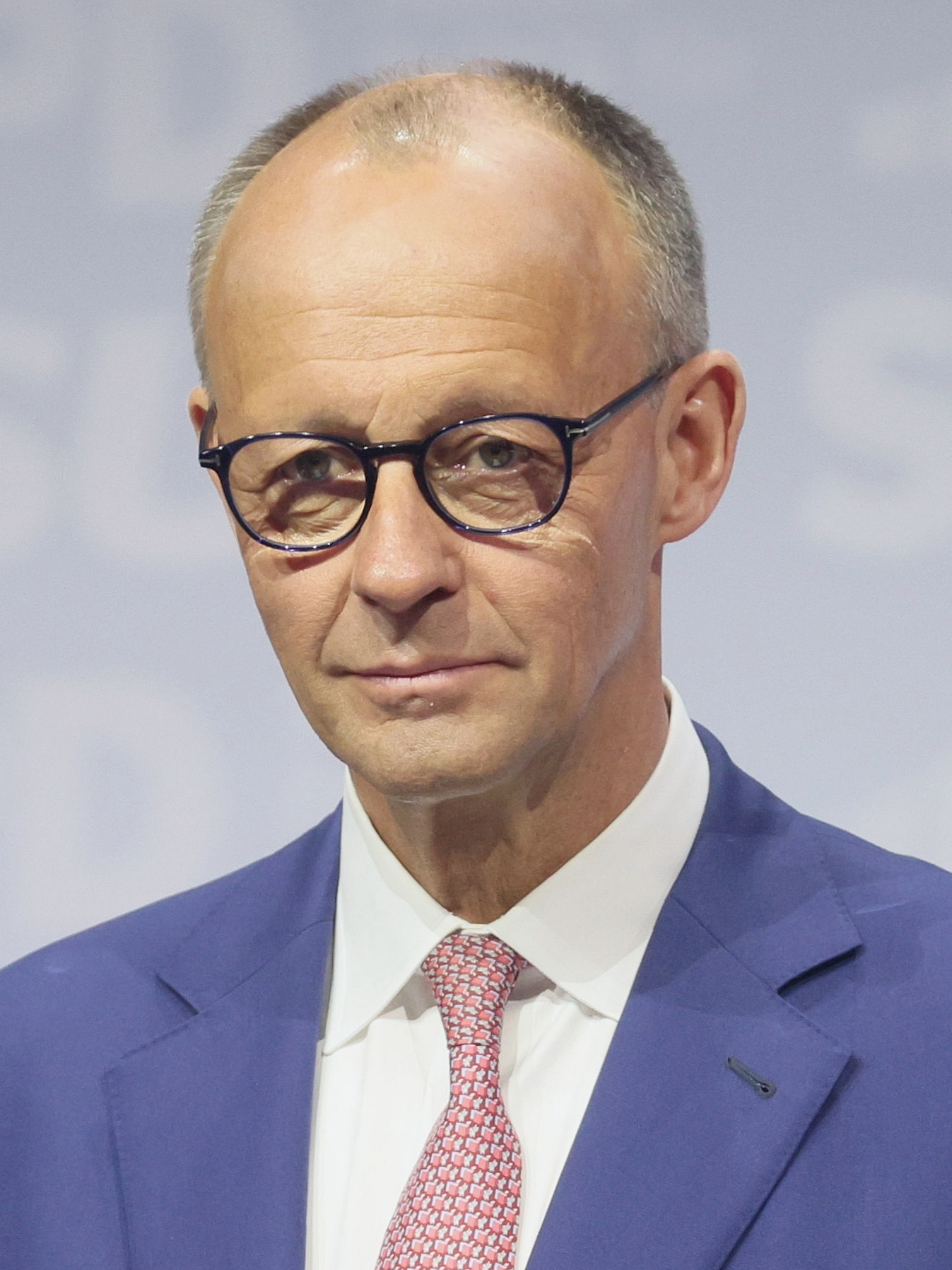
Friedrich Merz (2025)

Joachim-Friedrich Martin Josef Merz (* 11. November 1955 in Brilon) ist ein deutscher Politiker (CDU). Er ist seit dem 6. Mai 2025 der zehnte Bundeskanzler der Bundesrepublik Deutschland.
Seit 2022 ist er Bundesvorsitzender der CDU. Von 1989 bis 1994 war Merz Mitglied des Europäischen Parlaments, von 1994 bis 2009 war er und ist erneut seit 2021 Mitglied des Deutschen Bundestages. Von 2000 bis 2002 sowie von 2022 bis 2025 war er Fraktionsvorsitzender der CDU/CSU-Bundestagsfraktion. Zwischenzeitlich war er als Wirtschaftslobbyist und Rechtsanwalt tätig.

## Leben

### Herkunft, Studium und Beruf
Merz wurde 1955 als ältestes von vier Kindern in eine Juristenfamilie geboren. Seine Mutter Paula Merz, geb. Sauvigny (* 1928), entstammt der Briloner Familie Sauvigny; sein Großvater Josef Paul Sauvigny war von 1917 bis 1937 Briloner Bürgermeister (Mitglied der Zentrumspartei bis 1933, ab 1938 der NSDAP). Sein Vater Joachim Merz (* 1924) entstammt einer evangelischen Soldatenfamilie aus Breslau. Er wurde nach Kriegsdienst und Gefangenschaft als Richter in der Amerikanischen Besatzungszone eingesetzt und führte mehrere NS-Prozesse in Arnsberg. Dort war er später Richter am Landgericht und bis 2007 Mitglied der CDU.
Von 1966 bis 1971 besuchte Merz das Gymnasium Petrinum Brilon, musste aus disziplinarischen Gründen die Schule wechseln und bestand 1975 das Abitur am Städtischen Gymnasium in Rüthen. Von Juli 1975 bis September 1976 leistete er Wehrdienst bei der Bundeswehr in Clausthal-Zellerfeld, Warendorf, Kusel und Dülmen. Er wurde in der Panzerartillerie an der Panzerhaubitze M109 ausgebildet. Sein letzter Dienstgrad war Fahnenjunker. Seine Ausbildung als Reserveoffizieranwärter konnte er aufgrund einer Knieverletzung nicht beenden.
Merz studierte danach als Stipendiat der Konrad-Adenauer-Stiftung von 1976 bis 1982 an der Rheinischen Friedrich-Wilhelms-Universität Bonn und der Philipps-Universität Marburg das Fach Rechtswissenschaft. Nach der zweiten juristischen Staatsprüfung war Merz 1985/86 als Richter auf Probe am Amtsgericht Saarbrücken tätig. Im Zeitraum zwischen 1986 und 1989 war er Syndikus beim Verband der Chemischen Industrie (VCI) in Bonn und in Frankfurt am Main.
Friedrich Merz besitzt ein Haus am Tegernsee, wo auch der Lebensmittelpunkt seines Freundes Wolfram Weimer ist, dem  Beauftragten der Bundesregierung für Kultur und Medien. In der Süddeutschen Zeitung wurde für diese enge Beziehung der Begriff der Tegernsee-Connection gewählt.

### Eintritt in die Politik, Abgeordnetentätigkeit und Machtkampf gegen Angela Merkel

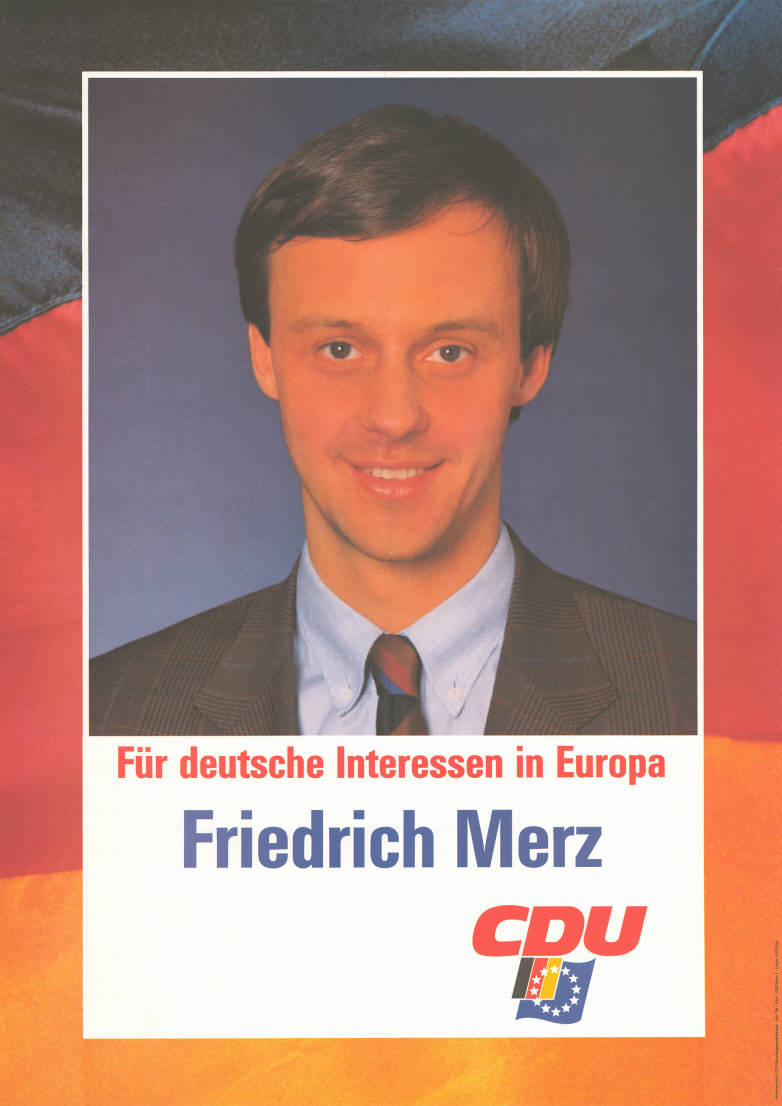
Merz als Kandidat im Europawahlkampf (1989)

Merz trat als Schüler 1972 in die CDU ein und engagierte sich in der Jungen Union in Brilon, deren Vorsitzender er im Jahr 1980 war.
In seiner politischen Tätigkeit war Merz vorwiegend parlamentarisch tätig. Bei der Europawahl 1989 wurde er in das Europäische Parlament gewählt, dem er bis 1994 angehörte. Von 1994 bis 2009 war er im Wahlkreis Hochsauerlandkreis, in dem er bei der Wahl 2005 mit 57,7 % sein bestes Erststimmenergebnis erreichte, direkt gewähltes Mitglied des Deutschen Bundestages und dort von 1996 bis 1998 Obmann der CDU/CSU-Bundestagsfraktion im Finanzausschuss. Nach der Bundestagswahl 1998 wurde Merz im Oktober 1998 zunächst stellvertretender Vorsitzender und im Februar 2000 als Nachfolger Wolfgang Schäubles Vorsitzender der CDU/CSU-Bundestagsfraktion und damit Oppositionsführer.
Die CDU-Parteivorsitzende Angela Merkel beanspruchte nach der Bundestagswahl 2002 den Fraktionsvorsitz für sich, während Merz zum stellvertretenden Fraktionsvorsitzenden gewählt wurde. Im Dezember 2004 trat er von diesem Amt zurück und gab damit den jahrelangen Machtkampf mit Angela Merkel verloren. 2005 wurde Merz in den Andenpakt der CDU aufgenommen; ein ursprünglich geheimes Netzwerk einflussreicher CDU-Männer, das 1979 von damaligen Mitgliedern der Jungen Union während einer Reise in die südamerikanische Andenregion gegründet worden war. Der Andenpakt stand in Opposition zu Merkel, vor allem in den fünf Jahren vor ihrer Kanzlerschaft im Jahr 2005, als sie Vorsitzende der CDU geworden war.
Neben seinem Bundestagsmandat war Merz von 2002 bis 2004 als Anwalt in einer Kölner Kanzlei tätig. Im Februar 2007 erklärte er, wegen parteiinterner Differenzen bei der Bundestagswahl 2009 nicht erneut zu kandidieren; er schied Ende Oktober 2009 folglich aus dem Parlament aus. Sein Nachfolger im Wahlkreis wurde Patrick Sensburg, der den Wahlkreis, eine Hochburg der CDU, von 2009 bis 2017 gewann.

### Tätigkeiten in der Wirtschaft und bei Organisationen
Merz war 2005 Gründungsmitglied und bis zur Auflösung 2014 Mitglied des Fördervereins der Lobbyorganisation Initiative Neue Soziale Marktwirtschaft.
Im Jahr 2005 wurde Merz Partner in der Rechtsanwaltskanzlei Mayer Brown, in deren Düsseldorfer Büro er ab 2014 als Senior Counsel tätig war. Er vertrat als Mitarbeiter der Sozietät und gleichzeitiger Bundestagsabgeordneter 2006 die Interessen der RAG Aktiengesellschaft im Bundestag, als sie den Börsengang plante, was nach Bekanntwerden für öffentliche Empörung sorgte.
Merz gehörte folgenden Aufsichtsräten, Beiräten und Verwaltungsräten an:
- DBV-Winterthur Holding
- Alba / Interseroh
- Commerzbank (bis Ende 2009)
- IVG Immobilien (bis Mai 2010)
- HSBC Trinkaus & Burkhardt (bis 2011)[27]
- AXA Konzern (bis Juni 2014)
- BASF Antwerpen N. V. (bis Juni 2014)
- Borussia Dortmund (bis Juni 2014)[28]
- Deutsche Börse (bis Mai 2015)
- Stadler Rail (bis April 2020)
- Flughafen Köln/Bonn (2017 bis 2020)[29][30]
- WEPA Industrieholding (2009 bis 2021)[31][32][33]
- BlackRock Asset Management Deutschland (Aufsichtsratsvorsitz von 2016 bis 2020)

2010 wurde Merz als Nachfolger des verstorbenen Otto Graf Lambsdorff (FDP) in den Verwaltungsrat von HSBC Trinkaus & Burkhardt berufen.
Anschließend wurde Merz vom staatlichen Bankenrettungsfonds Soffin beauftragt, den Verkaufsprozess der WestLB an einen privaten Investor zu leiten, wobei über einen Teilverkauf der WestLB mit HSBC Trinkaus & Burkhardt verhandelt wurde. Einige Medien vermuteten einen Interessenkonflikt wegen seiner Mitgliedschaft im HSBC-Aufsichtsrat, was Merz zurückwies. In den Medien wurde er für seinen Millionenverdienst kritisiert, da er ein Tageshonorar von 5000 Euro, auch samstags und sonntags, insgesamt 1.980.000 Euro für „erfolglose Arbeit“ vom Steuerzahler erhielt. Dem Bundesverband Deutscher Unternehmensberater (BDU) zufolge sei ein derartiger Tagessatz nicht völlig unüblich, aber „an der oberen Grenze“.
Als Merz 2018 für den Parteivorsitz der CDU kandidierte, wurde ein möglicher Interessenkonflikt wegen seines Aufsichtsratsmandats bei BlackRock diskutiert. Er beendete das Mandat Ende März 2020 und kündigte an, keinen „beruflichen Tätigkeiten außerhalb der Politik“ mehr nachgehen zu wollen, sollte er erneut in den Bundestag einziehen.
Ab 1999 war er Mitglied des Präsidiums und von 2019 bis 2021 Vizepräsident der CDU-nahen Lobbyorganisation Wirtschaftsrat der CDU.

### Wiedereinstieg in die Politik, Parteivorsitz und Kanzlerkandidatur
Die Landesregierung von Nordrhein-Westfalen beauftragte Merz im Jahr 2017, die Auswirkungen des Brexit für Nordrhein-Westfalen zu koordinieren.
Im Jahr 2018 wurden der Sinn und die Wirksamkeit seiner Tätigkeit im Landtag kontrovers diskutiert.
Merz entschied sich 2021, wieder für ein Mandat im Bundestag zu kandidieren, und gewann die Nominierung als Direktkandidat gegen seinen Nachfolger, den Bundestagsabgeordneten Patrick Sensburg, mit 327 von 459 Stimmen. Am 3. September 2021 wurde er in das achtköpfige Zukunftsteam von Armin Laschet zur Kanzlerkandidatur zur Bundestagswahl 2021 berufen.
Bei der Bundestagswahl 2021 holte er mit 40,4 % der Wählerstimmen das Direktmandat für den Hochsauerlandkreis.
Im Jahre 2018 entschloss sich Merz, beim Bundesparteitag der CDU für das Amt des Parteivorsitzenden zu kandidieren, wozu er am 6. November 2018 vom Vorstand des CDU-Kreisverbands im Landkreis Fulda offiziell als Kandidat vorgeschlagen wurde. Auf dem Parteitag verlor er mit 48,25 % der Stimmen im zweiten Wahlgang gegen Annegret Kramp-Karrenbauer. Nachdem diese angekündigt hatte, im Laufe des Jahres 2020 den Vorsitz niederzulegen, bewarb sich Merz neben Armin Laschet und dem CDU-Bundestagsabgeordneten Norbert Röttgen. Auf dem wegen der Corona-Maßnahmen digital durchgeführten Bundesparteitag 2021 lag er im ersten Wahlgang mit 385 Stimmen vor Laschet mit 380 und Röttgen mit 224 Stimmen, unterlag jedoch in der Stichwahl mit 466 zu 521 Stimmen gegen Laschet. Nach der für die CDU/CSU verlorenen Bundestagswahl 2021 war Merz nach Norbert Röttgen und Helge Braun der dritte Bewerber um die Nachfolge des rücktrittswilligen Laschet als CDU-Vorsitzender. Bei der Vorentscheidung im Dezember 2021 erreichte Merz mit 62,1 Prozent im ersten Wahlgang die absolute Mehrheit der rund 400.000 Parteimitglieder bei einer Wahlbeteiligung von 66 Prozent; auf dem digitalen Parteitag am 22. Januar 2022 wurde er von den 1.001 CDU-Delegierten mit 94,6 Prozent der Stimmen zum Vorsitzenden gewählt. Neuer CDU-Generalsekretär wurde Mario Czaja.

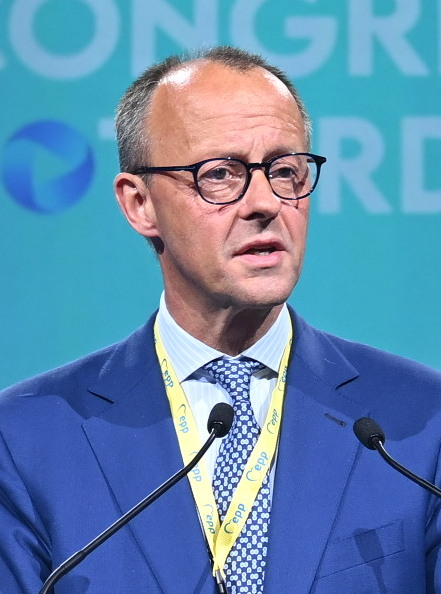
Friedrich Merz (2022)

Am 15. Februar 2022 wurde er erneut zum Vorsitzenden der CDU/CSU-Fraktion im Deutschen Bundestag und Oppositionsführer gewählt, womit er Ralph Brinkhaus ablöste, der auf eine erneute Kandidatur zugunsten von Merz verzichtet hatte. Im Juli 2023 tauschte Merz Mario Czaja als Generalsekretär gegen Carsten Linnemann aus, was in den Medien als Teil seines Kurswechsels hin zu einer konservativeren CDU gedeutet wurde. Auf dem Parteitag der CDU am 6. Mai 2024 wurde Merz von rund 90 Prozent der 1001 Delegierten als CDU-Parteivorsitzender wiedergewählt. Nachdem Hendrik Wüst (CDU) und Markus Söder (CSU) ihren Verzicht auf die Kanzlerkandidatur und ihre Unterstützung für Merz als Spitzenkandidat der Union für die Bundestagswahl 2025 bekanntgegeben hatten, wurde Merz im September 2024 durch Beschluss der Gremien von CDU und CSU offiziell zum Kanzlerkandidaten der Union bestimmt. Bei der Bundestagswahl 2025 errang Merz mit 47,7 % der Wählerstimmen das Direktmandat für den Hochsauerlandkreis.

### Bundeskanzler (seit 2025)

#### Regierungsbildung
Nachdem CDU und CSU gemeinsam als stärkste Fraktion in den 21. Deutschen Bundestag eingezogen waren, nahm Merz mit der SPD am 28. Februar 2025 zunächst Sondierungsgespräche und danach am 13. März 2025 Koalitionsverhandlungen zur Regierungsbildung auf.
Am 18. März 2025 stimmten die Abgeordneten des 20. Deutschen Bundestages einem Gesetz der Verhandlungspartner zur Änderung des Grundgesetzes zu. Es enthält die Lockerung der Schuldenbremse für Ausgaben bei der Bundeswehr mit über ein Prozent des Bruttoinlandsprodukts, ein Sondervermögen für Infrastruktur in Höhe von 500 Milliarden Euro, wovon 100 Milliarden den Ländern zustehen, und ein weiteres in Höhe von 100 Milliarden für den Klimaschutz. Letzteres wurde von den Grünen durchgesetzt, die Union und SPD zu einer Zweidrittelmehrheit verhalfen. Kritisiert wurde das Vorgehen, den alten Bundestag noch einmal einzuberufen. Internationale Unterstützung für das Finanzpaket erhielt Merz von NATO-Generalsekretär Mark Rutte und EU-Kommissionspräsidentin Ursula von der Leyen. Am 9. April 2025 stellte Merz zusammen mit dem Parteivorsitzenden der CSU, Markus Söder, und den Co-Parteichefs der SPD, Lars Klingbeil und Saskia Esken, den Koalitionsvertrag für die geplante schwarz-rote Koalition vor.
Bei der Wahl zum Deutschen Bundeskanzler erreichte Merz am 6. Mai 2025 im ersten Wahlgang mit 310 Ja-Stimmen nicht die erforderliche Kanzlermehrheit von 316 Stimmen. Wolfgang Kubicki nannte das einen „vernichtenden Schlag für die Kanzlerambitionen von Friedrich Merz“. Insgesamt verfügten die Abgeordneten von CDU, CSU und SPD über 328 Stimmen. Es war das erste Mal in der Geschichte der Bundesrepublik Deutschland, dass ein Kanzlerkandidat im ersten Wahlgang scheiterte. Daraufhin beschloss der Bundestag mit den Stimmen aller Abgeordneten und Fraktionen, von der Geschäftsordnung abzuweichen und einen zweiten Wahlgang am selben Tag durchzuführen. Dabei wurde Merz mit 325 Stimmen zum Bundeskanzler gewählt und kurz darauf von Bundespräsident Steinmeier ernannt. Den Amtseid leistete Merz mit dem Gottesbezug. Er schlug dem Bundespräsidenten nun das Kabinett Merz vor. Mit 69 Jahren war er bei Amtsantritt der zweitälteste Kanzler nach Konrad Adenauer.

#### Regierungszeit

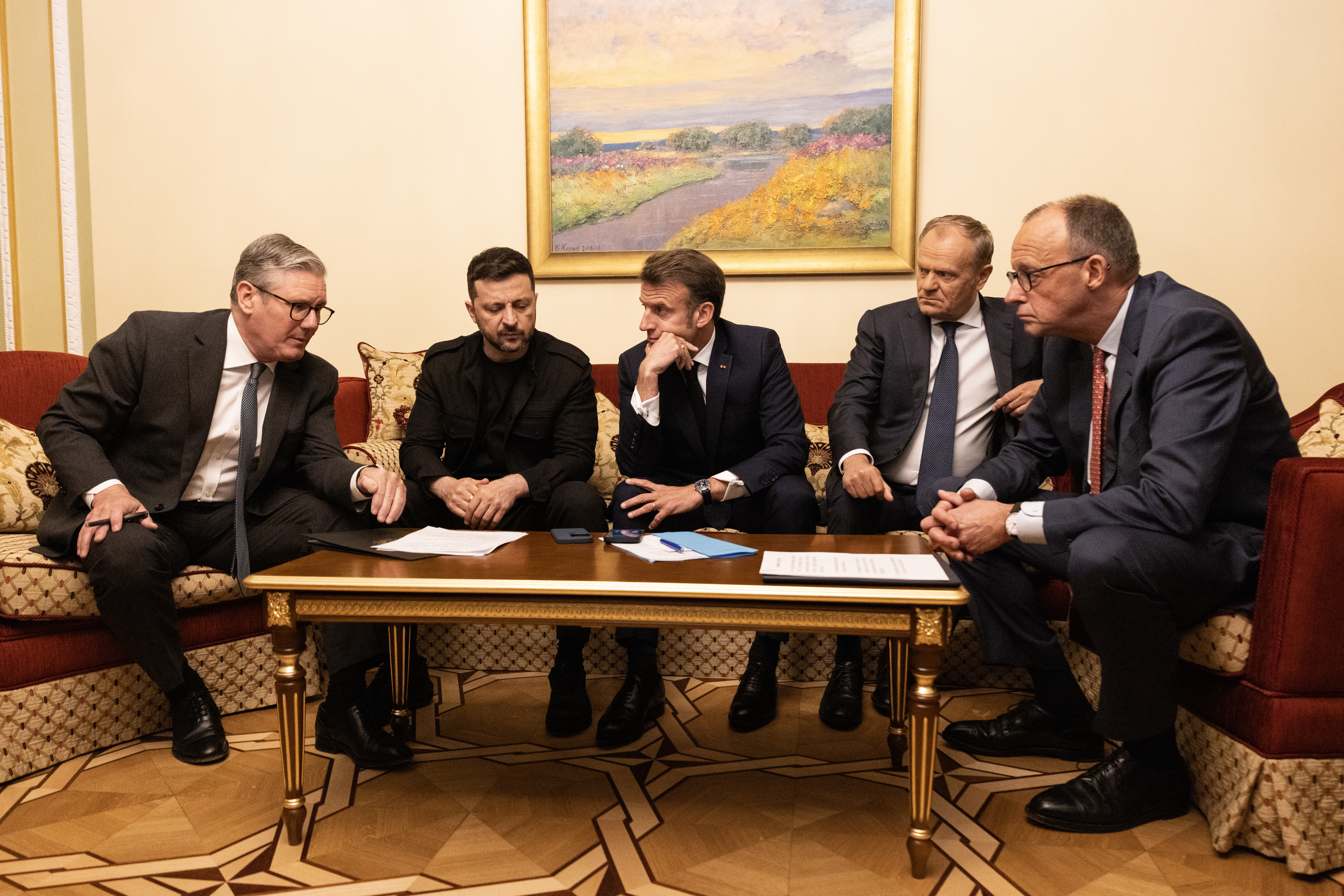
Keir Starmer, Wolodymyr Selenskyj, Emmanuel Macron, Donald Tusk und Friedrich Merz (von links nach rechts) telefonieren am 10. Mai 2025 gemeinsam in Kiew mit Donald Trump

Bereits am 7. Mai 2025 brach Friedrich Merz zu seiner ersten Auslandsreise als Bundeskanzler auf. In Paris sprach er mit dem französischen Präsidenten Emmanuel Macron und forderte eine stärkere Kooperation mit Frankreich bei der Verteidigungspolitik. Außerdem kündigten beide an, das Weimarer Dreieck mit Polen wiederbeleben zu wollen. In Polen traf Merz am selben Tag mit Ministerpräsident Donald Tusk zusammen.
Am 9. Mai reiste Merz nach Brüssel, um sich u. a. mit der EU-Kommissionspräsidentin Ursula von der Leyen und dem NATO-Generalsekretär Mark Rutte zu treffen. Er betonte dabei, dass Deutschland „keine Alleingänge“ beim Kampf gegen irreguläre Migration gehen werde und mit dem EU-Recht vereinbare Entscheidungen mit den Nachbarländern abstimmen würde. Zurückweisungen Asylsuchender an den deutschen Grenzen begannen bereits am Tag nach seinem Amtsantritt. Am 2. Juni 2025 erklärte das Verwaltungsgericht Berlin in einer Eilentscheidung die Zurückweisungen für rechtswidrig, allerdings sei es zulässig, das Verfahren nach der Dublin-III-Verordnung an der Grenze durchzuführen. Da die Eilentscheidung aber nur für die Kläger gilt, hielt Merz an den Zurückweisungen fest.

### Privates
Friedrich Merz lebt in Arnsberg-Niedereimer. Er hat einen Zweitwohnsitz in Gmund am Tegernsee. Merz ist seit 1981 mit Charlotte Merz geb. Gass (* 1961) verheiratet, die Richterin und Direktorin des Amtsgerichts Arnsberg ist. Das Ehepaar hat drei erwachsene Kinder: Der 1981 geborene Sohn Philippe Merz ist promovierter Philosoph und leitet eine Akademie in Freiburg im Breisgau. Die ältere Tochter Constanze ist Ärztin, die jüngere Tochter Carola Juristin.

## Politische Positionen

### Wirtschafts- und Finanzpolitik

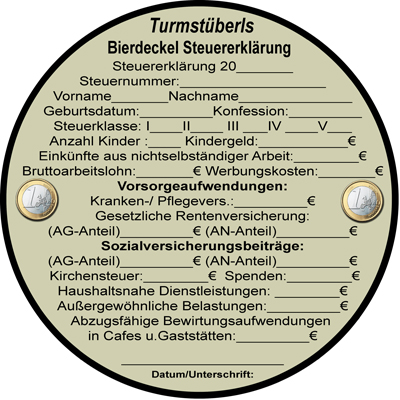
Steuererklärung auf einem Bierdeckel (Petra Perle, 2011)

Merz gilt als Anhänger des Wirtschaftsliberalismus und eines wettbewerbsorientierten Kapitalismus.
Im April 2021 behauptete Merz einen Zusammenhang zwischen Staatsschulden und einer Liquiditätsfalle.
Merz setzt sich für Deregulierungen in der Wirtschaft, Bürokratieabbau und Steuersenkungen für Unternehmen ein. Angesichts der Wirtschaftskrise in Deutschland seit 2023 forderte er Ende 2024 eine Wende in der Wirtschaftspolitik. Die von ihm angestrebte steuerliche Entlastung der Unternehmen soll durch Einsparungen beim Bürgergeld und in der Migrationspolitik finanziert werden.
Im Herbst 2003 wurde unter seiner Leitung ein Steuerkonzept ausgearbeitet mit drei Steuerstufen von 12, 24 und 36 Prozent und damit deutlich geringeren Einkommensteuersätzen als es das damals aktuelle Steuerrecht vorsah. Das Konzept nahm Anleihen beim Kirchhof-Modell, das die Union im Wahlkampf 2005 vertrat. Viel in den Medien rezipiert wurde sein Ausspruch, dass jeder Bürger seine Einkommensteuer auf einem Bierdeckel solle ausrechnen können. Neben Arbeitnehmerfreibeträgen und abzugsfähigen Rentenvorsorgebeiträgen sowie Spenden sah das Konzept vor, bei der Berechnung bereits bezahlte Kapitalertragsteuern berücksichtigen zu müssen und auf die Steuerstufensätze Kirchensteuer und Solidaritätszuschlag aufzuschlagen, was auf den von ihm präsentierten und als Wahlkampfmittel verwendeten Beispiel-Bierdeckeln nicht enthalten war.

### Gesellschaftspolitik

#### Religion
Merz engagierte sich in seiner Jugend in der Katholischen jungen Gemeinde und ist seit seiner Studienzeit Mitglied in einer katholischen Studentenverbindung. Er betonte auf einer Konferenz, dass der Buchstabe „C“ im Parteinamen der CDU für das christliche Menschenbild stehe, und bezog sich dabei auf das Thema Abtreibung sowie das damit verbundene im Strafrecht verankerte Werbeverbot. Aus der Perspektive seines christlichen Menschenbilds sei demnach eine Werbung für Abtreibung ausgeschlossen. In seiner Zeit als Bundestagsabgeordneter stimmte Merz für strengere Regelungen bei der Abtreibung und sprach sich im Jahr 2001 gegen die Präimplantationsdiagnostik aus.
Merz forderte anlässlich der zunehmenden Christenverfolgung in der Welt Konsequenzen und benannte dabei unter anderem Länder, „in denen der politische Islam in Staat und Gesellschaft dominiert“, sowie Indien und die Volksrepublik China. Er erklärte hierzu: „Wenn uns unsere Freiheit etwas wert ist, dann müssen wir sie verteidigen, ganz gleich wo und wie sie bedroht wird.“

#### Debatte um Zuwanderung und Einwanderung nach Deutschland
In einer Rede vom 15. Oktober 2000 in Berlin-Neukölln beklagte Merz Auswirkungen der deutschen Migrationspolitik: „Wir haben Probleme mit Ausländern. […] Probleme, die mittlerweile die Menschen zutiefst beunruhigen und bewegen: mit Kriminalität, mit sehr hoher Ausländerarbeitslosigkeit, mit ungelösten sozialen Konfliktstoffen auch mit der übrigen Wohnbevölkerung.“
Im Jahr 2000 brachte Merz den zwei Jahre zuvor von seinem Parteikollegen Jörg Schönbohm verwendeten Begriff der „Leitkultur“ der Deutschen erneut in die öffentliche Diskussion. Er forderte im Zusammenhang mit dem Tragen von Kopftüchern bei muslimischen Lehrerinnen im Unterricht, dass sich Zuwanderer, die auf Dauer in Deutschland leben wollten, „einer gewachsenen freiheitlichen deutschen Leitkultur anpassen“ und „unsere Sitten, Gebräuche und Gewohnheiten akzeptieren“ müssten.
In der Diskussion um die Aufnahme von in Ungarn befindlichen Asylsuchenden durch Deutschland im Jahr 2015 äußerte Merz, es habe sich hierbei „um eine großartige humanitäre Geste der Bundesrepublik Deutschland“ gehandelt, „diese Flüchtlinge nach Deutschland einzuladen“. Dies hätte jedoch eine „einmalige Ausnahme“ bleiben müssen. Die Politik von Bundeskanzlerin Merkel in der Flüchtlingskrise in Europa ab 2015 verglich Merz mit Ereignissen wie der Brexit-Entscheidung der Briten und der Wahl Donald Trumps zum Präsidenten der USA: Die „über Nacht im Alleingang getroffene“ Entscheidung zur Grenzöffnung für Flüchtlinge sei „keine besonders überlegte europäische Politik gewesen“. Es gehe nicht, dass der Staat einräumen muss, dass er zeitweise darüber die Kontrolle verliert, wer denn in das Staatsgebiet der Bundesrepublik Deutschland einreise, so Merz. Um einen ungeregelten Zuzug zu verhindern, seien auch Grenzkontrollen eine Maßnahme. Offene Grenzen dürfen seiner Meinung nach keine Einladung dafür sein, einen ungeregelten Zuzug in die Bundesrepublik Deutschland zuzulassen.
Im Jahr 2018 äußerte Merz, dass es beim Thema Leitkultur im Kern um die Frage gehe, ob diejenigen, die nach Deutschland kommen, bereit sind, „unsere Wertegemeinschaft anzuerkennen, unsere Freiheitsrechte, die Ordnung unseres Grundgesetzes und unsere Überzeugung von einer offenen, freiheitlichen, liberalen Gesellschaft“. Dies sei der Lackmustest für eine erfolgreiche Integration. Sobald hingegen Parallelgesellschaften entstehen, sei es nicht verwunderlich, dass die Bürger das Vertrauen in den Rechtsstaat verlieren. Die CDU müsse die Partei sein, die für ein konsequentes Vorgehen bei der inneren Sicherheit stehe, und wieder ohne Abstriche die Partei des Rechtsstaats werden. Im November 2018 forderte Merz Muslime dazu auf, das deutsche Recht ohne Einschränkungen zu akzeptieren: „Es gibt hier kein Scharia-Recht auf deutschem Boden. Wir müssen eine bessere staatliche Aufsicht über die Koranschulen haben. Es geht nicht, dass unsere Kinder in den staatlichen Schulen unterrichtet und in den Koranschulen indoktriniert werden.“ Für Muslime in Deutschland gelte demnach nicht nur die Religionsfreiheit, sondern auch das gesamte übrige säkulare Recht Deutschlands.
Ende November 2018 forderte Merz eine Debatte zum Asylrecht. „Deutschland ist das einzige Land auf der Welt, das ein Individualrecht auf Asyl in seiner Verfassung stehen hat.“ Wenn eine europäische Einwanderungs- und Flüchtlingspolitik ernsthaft gewollt sei, müsse man „eine große öffentliche Debatte darüber führen, ob man einen gesetzlichen Vorbehalt ins Grundgesetz schreibt.“ Später konkretisierte Merz diese Äußerungen und wollte sie als Frage verstanden wissen, wie das Grundrecht auf Asyl und ein europäischer Lösungsansatz gemeinsam wirken könnten.
In einem Twitter-Beitrag zum 75. Jahrestag der Befreiung des Konzentrationslagers Auschwitz (Tag des Gedenkens an die Opfer des Nationalsozialismus) betonte Merz 2020 „erneut(en) Antisemitismus – überwiegend von rechts, aber auch durch die Einwanderung von 2015/16“. Kritiker warfen ihm daraufhin vor, das Holocaust-Gedenken für Stimmungsmache gegen muslimische Migranten und die Einwanderungspolitik der Regierung Merkel zu instrumentalisieren und damit von der deutschen Schuld abzulenken. Im Juni 2025 meinte Merz in einem Interview mit Fox News in den USA, man habe in Deutschland „eine Art importierten Antisemitismus mit dieser großen Zahl von Migranten“, die man seit 2015 in Deutschland habe. Diese Formulierung „importierter Antisemitismus“ war 2024 zuvor von einigen Publizisten zum „Unwort des Jahres“ gekürt worden, weil sie suggeriere, dass Judenhass vor allem mit dem Zuzug von Migranten zum Problem geworden sei und der Begriff vor allem in rechten Kreisen verwendet werde, um Muslime oder Menschen mit Migrationsbiografie auszugrenzen.

#### Positionen zur Asyl-, Migrations- und Integrationspolitik
Im März 2024 verwies Merz in der Debatte um Kapazitäten zur Aufnahmen von Flüchtlingen in Deutschland auf die Aussage von Sachsens CDU-Ministerpräsident Michael Kretschmer, der sich für die Aufnahme von jährlich maximal 60.000 bis 100.000 Flüchtlingen ausgesprochen hatte. Merz erklärte, Kretschmers Aussage beschreibe ungefähr, „was wir heute mit unserer Integrationskraft noch leisten können“.
Merz forderte im Jahr 2024 eine flächendeckende Zurückweisung von Asylsuchenden an den deutschen Grenzen. Merz sieht dies als ein Signal, das zu weniger irregulärer Migration führen würde. Im Dezember 2024 forderte Merz Abschiebungen nach Syrien und einen Aufnahmestopp. Nach Afghanistan und Syrien will er als Bundeskanzler „regelmäßig abschieben“. Er sieht die Begrenzung der irregulären Migration nach eigenem Bekunden als wichtigste Aufgabe nach der vorgezogenen Bundestagswahl.
Unter Verweis darauf, dass rund 80 Prozent der 200.000 Einbürgerungsantragsteller im Jahr 2024 ihre erste Staatsbürgerschaft behalten wollten, will Merz die von der Ampelkoalition im Jahr 2024 eingeführte Schnelleinbürgerung (die es Bewerbern ermöglichte, nach drei bis fünf Jahren Aufenthalt in Deutschland die deutsche Staatsbürgerschaft zu erhalten) abschaffen. Wochen vor der Bundestagswahl 2025 sprach er sich zudem für Ausbürgerungen (die eine Grundgesetzänderung erfordern würden) in jenen Fällen aus, in denen Menschen nach einer Einbürgerung bzw. dem Erhalt der deutschen Staatsbürgerschaft mehrfach straffällig werden.

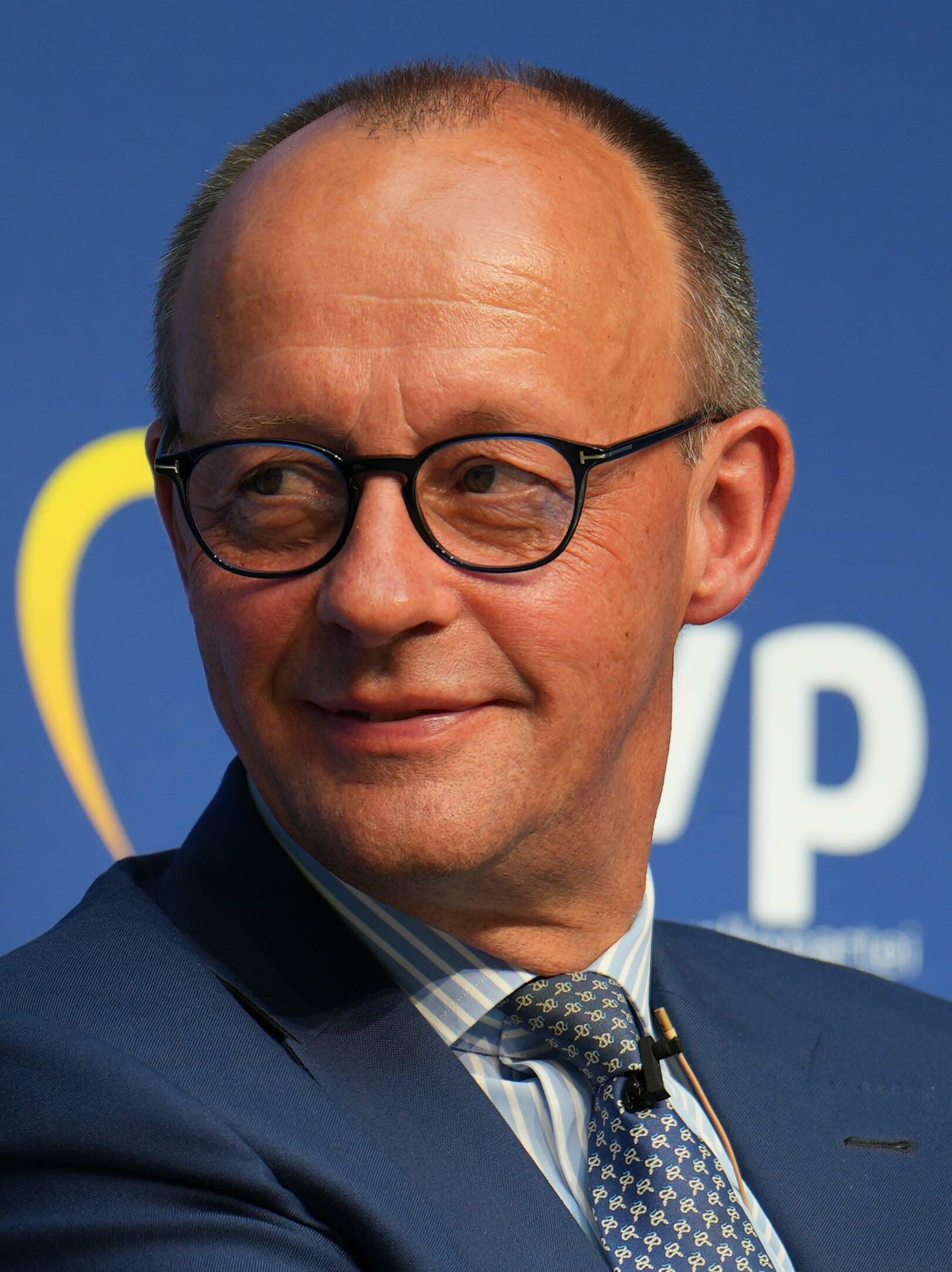
Friedrich Merz (2023)

#### Rechtsradikalismus
Im Jahr 2003 positionierte er sich zur Hohmann-Affäre im CDU-Präsidium mit den Worten „Hohmann ist doch ein Rechtsradikaler“, nachdem er als Fraktionsvorsitzender längere Zeit versucht hatte, Martin Hohmann (seit 2016 AfD) aus den Rednerlisten im Bundestag streichen zu lassen.
Im Mai 2024 verurteilte Merz auf dem Parteitag der CDU Brandenburg den rassistischen Zwischenfall auf der Insel Sylt, bei dem Gäste in einer Bar die Hetzparole „Deutschland den Deutschen – Ausländer raus!“ zum Partyhit L’amour toujours grölten. Mit Blick auf ein Video der Vorfälle erklärte er, das Verhalten sei „auch mit Alkoholkonsum nicht mehr zu erklären“. Zugleich bezeichnete er die AfD als „Abstieg für Deutschland“.

#### Homosexualität
Im Jahr 2018 befürwortete Merz die Einführung der gleichgeschlechtlichen Ehe, kritisierte jedoch die von ihm als überstürzt angesehene Einführung „über Nacht“.

#### Wehrpflicht
Nachdem Merz im Jahr 2018 die Aussetzung der Wehrpflicht in Deutschland rückblickend befürwortet hatte, setzte er sich 2024 für ihre Wiedereinführung ein, die dann auch für Frauen gelten solle.

#### Ablehnung von Cannabislegalisierung
Merz lehnt eine Legalisierung des Konsums von Cannabis und des Anbaus für den Eigenbedarf unter anderem aus Gründen des Jugend- und Gesundheitsschutzes ab. Er begründete dies auch mit eigenen negativen Erfahrungen beim Drogenkonsum in der Schulzeit. Das Cannabisgesetz wollte Merz im Falle eines Wahlsiegs bei der Bundestagswahl 2025 aufheben.

### Sozial- und Arbeitsmarktpolitik
Im Jahr 2000 forderte Merz, das Renteneintrittsalter auf 70 Jahre zu erhöhen. Kritik an diesem Vorschlag kam sowohl aus der CSU, der SPD als auch aus der FDP. Ottmar Schreiner bezeichnete dies als „sozialpolitischen Amoklauf“, Horst Seehofer als „Nonsens“.
Merz kritisierte die neu eingeführte Grundrente der schwarz-roten Koalition im Jahr 2020. Merz warnte davor, dass das Rentensystem als solches ins Wanken geraten könnte. Die beschlossene Grundrente hält er für falsch:

„Sie ist zumindest ein schwerer Fehler im System unserer beitragsbezogenen Rentenversicherung. Wir können nur hoffen, dass dadurch nicht das ganze System infrage gestellt wird.“

Im Jahr 2004 sprach sich Merz für tiefgreifende Änderungen am Sozialsystem aus. Insbesondere wollte er den Kündigungsschutz zunächst für Arbeitnehmer, die älter als 53 sind, und, sofern der Nachweis gelinge, dass weniger Schutz zu mehr Beschäftigung führe, später für alle komplett abschaffen. Dies wäre seiner Ansicht nach nötig gewesen, um Wirtschaftswachstum und Beschäftigung zu erhalten, da es in der Schweiz ohne Kündigungsschutz Vollbeschäftigung gegeben habe.
Merz hält die Einführung des Mindestlohns für richtig. Allerdings dürfe man es hinsichtlich der Höhe „nicht übertreiben“, da sonst die Arbeitslosigkeit bei den schlecht Qualifizierten drastisch steigen könnte.
Merz lehnt das Bürgergeld ab und spricht sich für die Einführung einer „neue Grundsicherung“ aus. Die Gewerkschaft Verdi bewertete diese Pläne als „menschenverachtend und verfassungswidrig“.

### Klima- und Energiepolitik

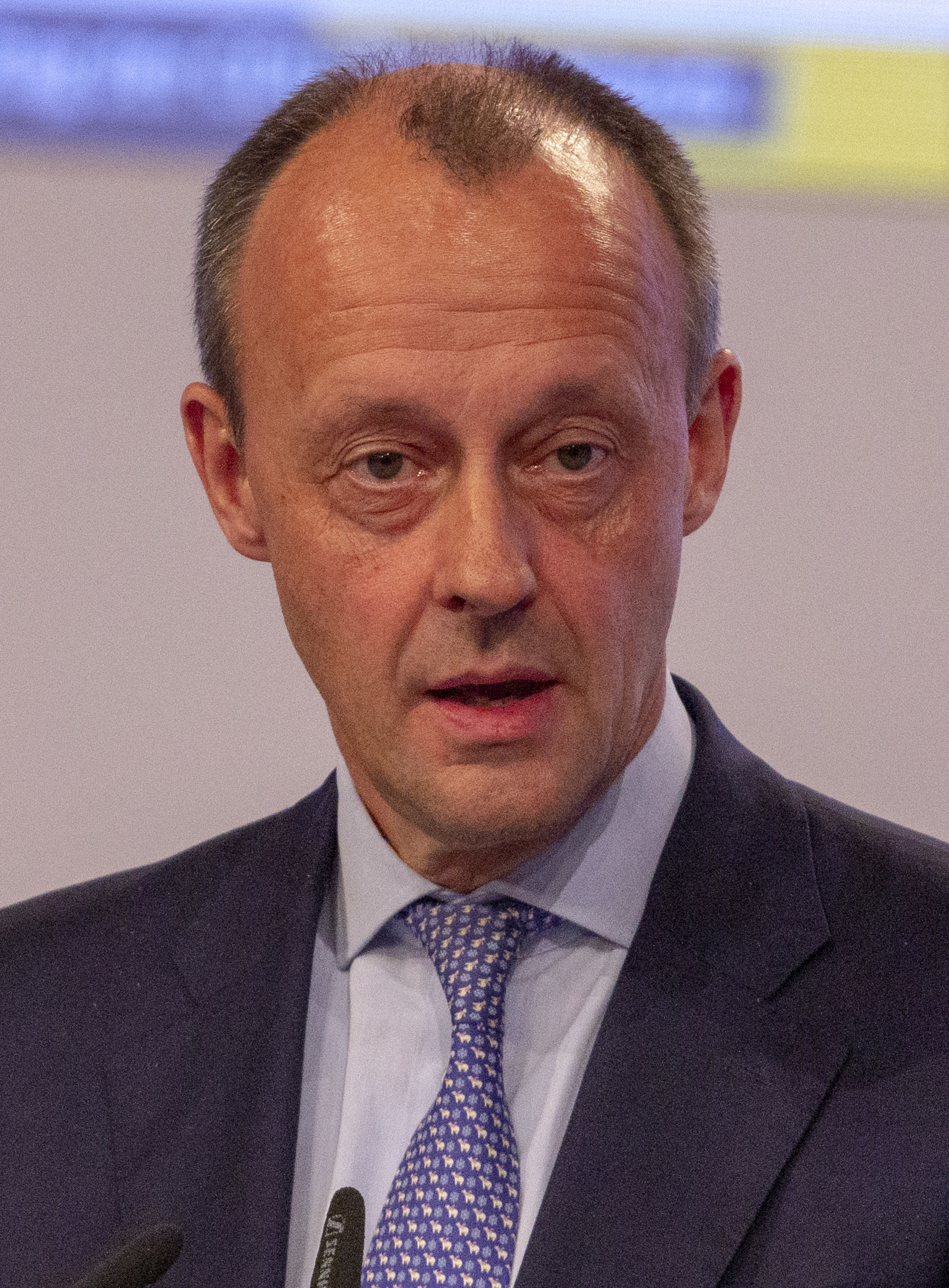
Friedrich Merz (2019)

Im August 2010 gehörte Merz zu den 40 prominenten Unterzeichnern des Energiepolitischen Appells. Dieser sollte die Laufzeitverlängerung deutscher Kernkraftwerke voranbringen und war eine Lobbyinitiative von vier großen europäischen Stromkonzernen, die Kernkraftwerke betrieben. Im Juni 2011 warnte er vor einer zu schnellen Energiewende und den damit verbundenen steigenden Strompreisen. Im Jahr 2018 bezeichnete Merz den Atomausstieg als richtigen, aber überhastet vollzogen Schritt.
Im Jahr 2019 sagte Merz auf dem Wirtschaftstag des Wirtschaftsrats der CDU, dass der Klimawandel ein ernsthaftes Problem sei. Verbote, Grenzwerte, Regulierungen, Bevormundungen und immer höhere Energiepreise aber seien kein überzeugender Weg. Die CDU müsse über marktwirtschaftliche Instrumente diskutieren. Merz nannte eine Ausweitung des Emissionshandels etwa auf Bereiche wie den Verkehr.
Gleichzeitig sprach sich der Wirtschaftsrat der CDU, dessen Vizepräsident Merz 2020 war, gegen eine Ausweitung der Klimapolitik auf nationaler und europäischer Ebene aus: Im Jahr 2020 nannte der Wirtschaftsrat die europäischen Pläne zur Anhebung des EU-Klimaschutzziels auf 55 oder mehr Prozent bis 2030 „überzogen“. Zur Ausgestaltung von Konjunkturhilfen zur Bewältigung der COVID-19-Pandemie sollten Klimaschutzmaßnahmen verlangsamt werden. Deutschland gehe „Sonderwege in der Klima- und Energiepolitik“, durch welche „eine De-Industrialisierung droht“. Auf Ebene der Europäischen Union solle sich die Bundesregierung zudem „für eine zeitliche Streckung der klimapolitischen Zielvorgaben einsetzen“.
Merz hielt es für möglich, dass die Entwicklung synthetischer Kraftstoffe dazu führen könne, Autos mit Verbrennungsmotoren auch in Zukunft weiterhin einzusetzen und somit keine Treibhausgase mehr zu emittieren. Er setzte sich dafür ein, den Markt entscheiden zu lassen.
Merz sagte im Nachgang zur Hochwasserkatastrophe 2021 mit Blick auf den Klimaschutz „die Union hat bereits sehr viel getan“ und „Überflutungen wird es immer wieder geben, selbst wenn man sofort die kompletten Vorstellungen von Fridays for Future übernehmen würde“.
Mit seinem Privatflugzeug, einer Diamond DA62, reiste er Anfang Juli 2022 zur Hochzeit des FDP-Vorsitzenden Christian Lindner an, was ihm heftige Vorwürfe hinsichtlich seiner Einstellung zu Umweltpolitik und Klimaschutz einbrachte. Merz entgegnete auf die Kritik, dass sein Flugzeug „weniger Sprit als jeder Dienstwagen eines Mitglieds der Bundesregierung“ verbrauche. Ein Faktencheck ergab, dass die Maschine bei 165 km Reisegeschwindigkeit 14,1 l Treibstoff/100 km verbraucht.
2023 erklärte Merz, jeder in der CDU nehme das Thema Klimaschutz sehr ernst. In der politischen Debatte sei es aber überbewertet, die Bevölkerung sehe das Thema längst nicht so wichtig wie die Politik. Auch sei es explizit nicht so, dass die Zeit für erfolgreiche Klimaschutzmaßnahmen ablaufe. Wenn in den nächsten 10 Jahren die Weichen richtig gestellt würden, dann sei das Land auf einem guten Weg.

### Außenpolitik

#### Europapolitik

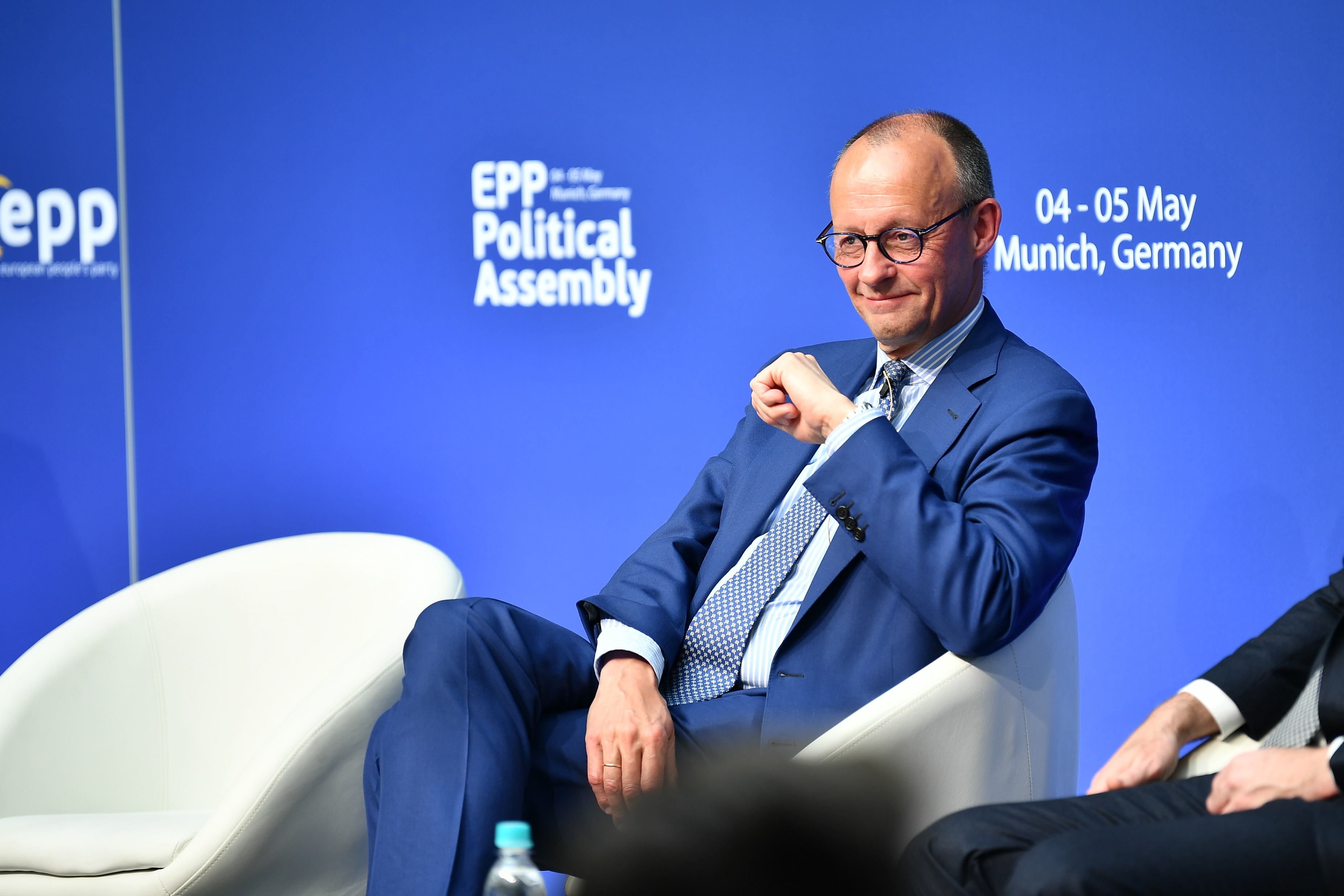
Merz auf einer Versammlung der Europäischen Volkspartei im Jahr 2023

Laut Merz muss sich Deutschland mehr für die Europäische Union einsetzen. Wenn Europa scheitere, seien die Deutschen diejenigen, die davon am meisten betroffen wären. Merz verfasste im Jahr 2018 gemeinsam mit Hans Eichel, Jürgen Habermas, Roland Koch, Bert Rürup und Brigitte Zypries den Aufruf „Für ein solidarisches Europa – Machen wir Ernst mit dem Willen unseres Grundgesetzes, jetzt!“ In diesem wird u. a. eine gemeinsame europäische Armee, eine Stärkung des EU-Parlaments sowie „Solidarität und Kampf gegen Nationalismus und Egoismus nach innen und Einigkeit, gemeinsame Souveränität nach außen“ gefordert. Zudem solle eine europäische Arbeitsmarktpolitik bis hin zu einer europäischen Arbeitslosenversicherung angestrebt werden.

#### Die USA unter Donald Trump
Merz sagte am 4. November 2020 in Bezug auf den US-Präsidenten Donald Trump: „Wir kämen schon klar.“
Nach dem gewaltsamen Sturm auf das Kapitol in Washington 2021 der Trump-Anhänger äußerte Merz am 6. Januar 2021: „Donald Trump ist offenkundig kein Demokrat.“

#### Krieg in Israel und Gaza
2023 sagte er in Hinblick auf die Ermahnung der Vereinigten Staaten an Israel, sich im Krieg in Israel und Gaza an das Völkerrecht zu halten, Deutschland solle keine Vermittlerrolle einnehmen und sich mit öffentlichen Ratschlägen an Israel zurückhalten. Trotz möglicher Kriegsverbrechen Israels im Gazastreifen habe Deutschland eine historische Verpflichtung, dem Land „ohne Wenn und Aber“ zu helfen.
Im Januar 2025 kündigte Merz am Körber Global Leaders Dialogue an, er würde hinsichtlich des Haftbefehls gegen Israels Ministerpräsidenten Benjamin Netanjahu, der im November 2024 vom Internationalen Strafgerichtshof wegen Kriegsverbrechen und Verbrechen gegen die Menschlichkeit in allen Vertragsstaaten angeordnet wurde, „alles tun, um […] eine entsprechende Vollstreckung dieses Spruchs des Internationalen Strafgerichtshofs abzuwenden“. Bei einer Pressekonferenz am Tag nach der Bundestagswahl 2025 äußerte Merz außerdem, er wolle „Mittel und Wege finden“, einen Besuch Netanjahus in Deutschland zu ermöglichen, ohne dass dieser verhaftet werde. Deutschland zählt wegen seines Beitritts zum Rom-Statut zu den Vertragsstaaten und laut Art. 25 Grundgesetz gehen allgemeine Regeln des Völkerrechts deutschen Gesetzen vor.
Während des G7-Gipfels in Kanada im Juni 2025 löste Merz eine politische Kontroverse aus, als er Israels Militärschläge gegen iranische Atomanlagen als „Drecksarbeit für uns alle“ bezeichnete. Die ZDF-Journalistin Diana Zimmermann hatte in einer Interview-Frage diese Formulierung verwendet, die Merz in seiner Antwort aufgriff. Er äußerte „größten Respekt“ für den „Mut“ der israelischen Führung und begründete dies mit der iranischen Bedrohung durch Atomprogramm, Terrorunterstützung und Drohnenlieferungen an Russland. Die Äußerung stieß auf scharfe Kritik von SPD, Grünen und Linken: Die SPD monierte mangelnde Deeskalation, Grünen-Politikerin Agnieszka Brugger bezeichnete die Wortwahl als unangemessen im Kontext ziviler Opfer („So redet man nicht über einen Krieg“), und Linken-Fraktionschef Sören Pellmann sah das Völkerrecht verletzt. Völkerrechtler warnten zudem vor der Rechtfertigung eines völkerrechtlich umstrittenen Präventivschlags. Unterstützung erhielt Merz hingegen von Israels Botschafter Ron Prosor, der die Aussage als realistische Beschreibung bewertete, sowie von Kanzleramtschef Thorsten Frei (CDU), der die Sicherheitsbedrohung durch den Iran für Europa betonte.
Am 8. August 2025 beschloss die Bundesregierung unter Merz, zukünftig keine Lieferungen von Waffen an Israel, die im Gazastreifen zum Einsatz kommen könnten, mehr zu genehmigen. Dies wurde unter anderem vom Journalisten Philipp Peyman Engel (Jüdische Allgemeine) und dem Zentralrat der Juden scharf kritisiert. So wurde Merz vorgeworfen, mit der besonderen deutschen Staatsräson gegenüber Israel gebrochen zu haben. Auch in den Reihen der eigenen Partei und insbesondere der CSU erntete die Entscheidung Kritik. Lob kam dagegen vom israelischen Historiker Moshe Zimmermann, der die Entscheidung als „schon lange überfällig“ bezeichnete, sowie aus den Reihen der CDU, SPD, der Grünen und der Linken. Jeremy Issacharoff, ehemaliger Botschafter Israels in Deutschland, lobte die Entscheidung von Friedrich Merz als „maßvoll im Umfang und zeitlich begrenzt“.

#### Russland und die Ukraine
Im Dezember 2018 stellte Merz den Sinn des Baus der Pipeline Nord Stream 2 in Frage. Nach dem Giftanschlag auf den Oppositionspolitiker Alexei Nawalny sprach er sich im September 2020 für einen Baustopp aus.
Im Verlauf des Russischen Überfalls auf die Ukraine seit 2022 warf Merz Kanzler Scholz hinsichtlich der militärischen Unterstützung der Ukraine wiederholt Täuschung vor. Als Oppositionsführer verlangte Merz von der Bundesregierung, dass diese Taurus-Marschflugkörper an die Ukraine liefert. Nach eigener Aussage würde er diese als Bundeskanzler liefern, wenn Russland bzw. Wladimir Putin nicht der Aufforderung Deutschlands und anderer europäischer Staaten nachkäme, Angriffe gegen die zivile Infrastruktur in der Ukraine einzustellen, und unter der Bedingung, dass Frankreich und Großbritannien ihrerseits die Reichweitenbegrenzung ihrer an die Ukraine gelieferten Waffen aufheben. Er würde als Bundeskanzler versuchen, eine „gemeinsame europäische Entscheidung“ in der Frage der Aufhebung der Reichweitenbegrenzung und der Taurus-Frage herbeizuführen. Russlands Staatsführung würde er zuvor auch Gesprächsbereitschaft signalisieren.
Beim WDR-Europaforum in Berlin erklärte Merz im Mai 2025, dass das Vereinigte Königreich, Frankreich und Deutschland oder die USA die erlaubten Reichweiten für Waffen, die an die Ukraine geliefert werden, nicht mehr beschränkten. Der Kreml erklärte daraufhin, dass die Lieferung von Langstreckenwaffen ein „gefährlicher Schritt“ wäre. Vizekanzler Lars Klingbeil trat der Vermutung entgegen, dass es diesbezüglich eine neue Verabredung gebe, die über Verabredungen der früheren Bundesregierung hinausginge. Nach Medienangaben beabsichtigt die Bundesregierung unter Merz, künftig keine genauen Angaben dazu zu machen, welche Waffensysteme sie an die Ukraine liefert. Merz stellte klar, er habe „nur beschrieben, was schon seit Monaten geschehe“.

### Beurteilung der AfD und Abgrenzung
Im Juli 2018 sprach sich Merz für einen „unaufgeregteren Umgang“ mit der AfD aus: „Ich hätte auch längst im Deutschen Bundestag einen Vizepräsidenten der AfD gewählt. […] Diese Partei ist mit 12,6 Prozent gewählt worden. Sie ist weder verboten noch als verfassungswidrig eingestuft worden. Hinter ihr stehen Millionen Wähler, die man nicht in eine Opferrolle hineinbringen sollte.“ Er halte es jedoch für richtig, dass die CDU nicht mit der AfD kooperieren dürfe. Es müsse eine ganz klare und messerscharfe Abgrenzung zum politischen Extremismus geben. Im November 2018 wiederholte er, dass die CDU sich von der AfD deutlich abgrenzen müsse, da diese offen nationalsozialistisch sei und mit antisemitischen Untertönen auffalle. Im Dezember 2021, kurz vor seiner Übernahme des Parteivorsitzes, sagte er: „Die Landesverbände, vor allem im Osten, bekommen von uns eine glasklare Ansage: Wenn irgendjemand von uns die Hand hebt, um mit der AfD zusammenzuarbeiten, dann steht am nächsten Tag ein Parteiausschlussverfahren an.“
Gegen die zunehmende lokale Zusammenarbeit von CDU-Politikern mit AfD-Politikern ging Merz nicht vor; er erklärte im Juni 2023, dass eine solche Kooperation nur in „gesetzgebenden Körperschaften“ verboten wäre, womit er EU-, Bundes- und Landesebene meinte. In den Kommunalparlamenten müsse „natürlich […] nach Wegen gesucht werden, wie man gemeinsam die Stadt, das Land, den Landkreis gestaltet“. Dafür wurde er von Teilen seiner eigenen Partei kritisiert, die „ein Bröckeln der Brandmauer nach rechts befürchteten“, beispielsweise von Berlins Regierendem Bürgermeister Kai Wegner (CDU). Der saarländische CDU-Politiker Tobias Hans stellte seine Eignung als Kanzlerkandidaten öffentlich in Frage, wurde hierfür allerdings von seinem Landesverband kritisiert. Der Ministerpräsident von Sachsen, Michael Kretschmer (CDU), erklärte dagegen, dass eine Verweigerung von parteiübergreifender Zusammenarbeit bei Sachentscheidungen auf kommunaler Ebene in einer Demokratie nicht durchzuhalten sei. In Hinblick auf Merz’ Äußerungen und Sprachstil erklärte Politikwissenschaftler Karl-Rudolf Korte, Merz klinge wie die AfD; diese Strategie könne nicht erfolgreich sein. Sein Versprechen von 2018, die AfD zu halbieren, nahm Merz 2023 zurück, weil die Opposition nicht die AfD halbieren könne, wenn die Regierung sie mit ihrer Politik stärkt.

## Kritik und Kontroversen

### Kontroverse Aussagen zur Asyl-, Migrations- und Integrationspolitik
Nachdem sich gegen den Gebrauch des Begriffs Sozialtourismus (Unwort des Jahres 2013) heftiger öffentlicher Protest geregt hatte, bedauerte Merz ihn und entschuldigte sich mehrmals. Die Kritik an der Verwendung des Begriffs hielt jedoch über Wochen an. Der Faktenfinder der Tagesschau und das Fernsehmagazin Monitor stellten im Oktober 2022 die Äußerung in den Zusammenhang einer russischen Desinformationskampagne.
Wenige Monate nach Beginn des russischen Überfalls auf die Ukraine erklärte Merz über ukrainische Geflüchtete:

„Wir erleben mittlerweile einen Sozialtourismus dieser Flüchtlinge: nach Deutschland, zurück in die Ukraine, nach Deutschland, zurück in die Ukraine.“

Nach den Silvesterkrawallen 2023 in Berlin-Neukölln äußerte sich Merz in der Sendung Markus Lanz wie folgt:

„Wir sprechen hier über Leute, die eigentlich in Deutschland nichts zu suchen haben. Die wir seit längerer Zeit dulden, die wir nicht zurückschieben, die wir nicht abschieben und bei denen wir uns dann darüber wundern, dass es hier solche Exzesse gibt. Und das fängt ja nicht mit Berlin und Neukölln an. Sprechen Sie mal Lehrerinnen und Lehrern in den Grundschulen. Was die jeden Tag erleben, auch an verbaler Gewalt. Und dann wollen sie diese Kinder zur Ordnung rufen und die Folge ist, dass die Väter in den Schulen erscheinen und sich das verbitten. Insbesondere, wenn es sich um Lehrerinnen handelt, dass sie ihre Söhne, die kleinen ‚Paschas', da mal etwas zurechtweisen. Da fängt es an. […] Dann sind es in der Schule die Achtjährigen und da draußen auf der Straße in wenigen Jahren die 15-jährigen.“

Hierauf warfen ihm Beobachter Populismus vor. Zunächst verteidigte er gegenüber Medien seine Aussage, die Diskussion darüber, was schiefläuft, sei notwendig. Merz behauptete, Lehrpersonen hätten Schwierigkeiten – vor allem bei Schülern aus migrantischen Familien – anerkannt zu werden. Es gehe darum, dass sich Fehlentwicklungen in der Schulzeit später in der Gesellschaft nicht mehr wirklich korrigieren lassen.
Eine vergleichbare Kontroverse löste Merz im September 2023 mit einer Aussage über ausreisepflichtige Asylbewerber aus: „Die sitzen beim Arzt und lassen sich die Zähne neu machen, und die deutschen Bürger nebendran kriegen keine Termine.“ Der Präsident der Bundeszahnärztekammer, Christoph Benz, stellte dazu klar, dass für Schmerz- und nicht für kosmetische Behandlungen die Kosten übernommen werden sowie: „Ich habe aber noch von keinem Kollegen gehört, dass in der Praxis gerade viele Termine blockiert sind, weil so viele Geflüchtete behandelt werden müssen.“ In der Sache wurden mehrere Strafanzeigen gegen den CDU-Vorsitzenden wegen des Tatbestands der Volksverhetzung erstattet.
In der Union wurden einige Stimmen laut, die angesichts der wiederholten sprachlichen „Entgleisungen“ seine Eignung zum Kanzlerkandidaten in Frage stellen.
Dominik Rzepka analysiert in einem Bericht für das Zweite Deutsche Fernsehen (ZDF), dass bei Merz’ kontroversen Aussagen ein bestimmtes Muster vorherrsche: „Provozieren, Grenzen verschieben, zurückrudern.“ Oftmals werden diese Aussagen in Zusammenhang mit dem von ihm ausgegebenen Ziel gestellt, die AfD bei ihren Umfragewerten zu halbieren. Deutliche Kritik kam auch nach den Aussagen im September 2023 aus Reihen der CDU: So warf ihm Tobias Hans vor, unsachlich zu sein und falsche Informationen zu verbreiten. Zudem sei seine Strategie bezüglich der AfD gescheitert.

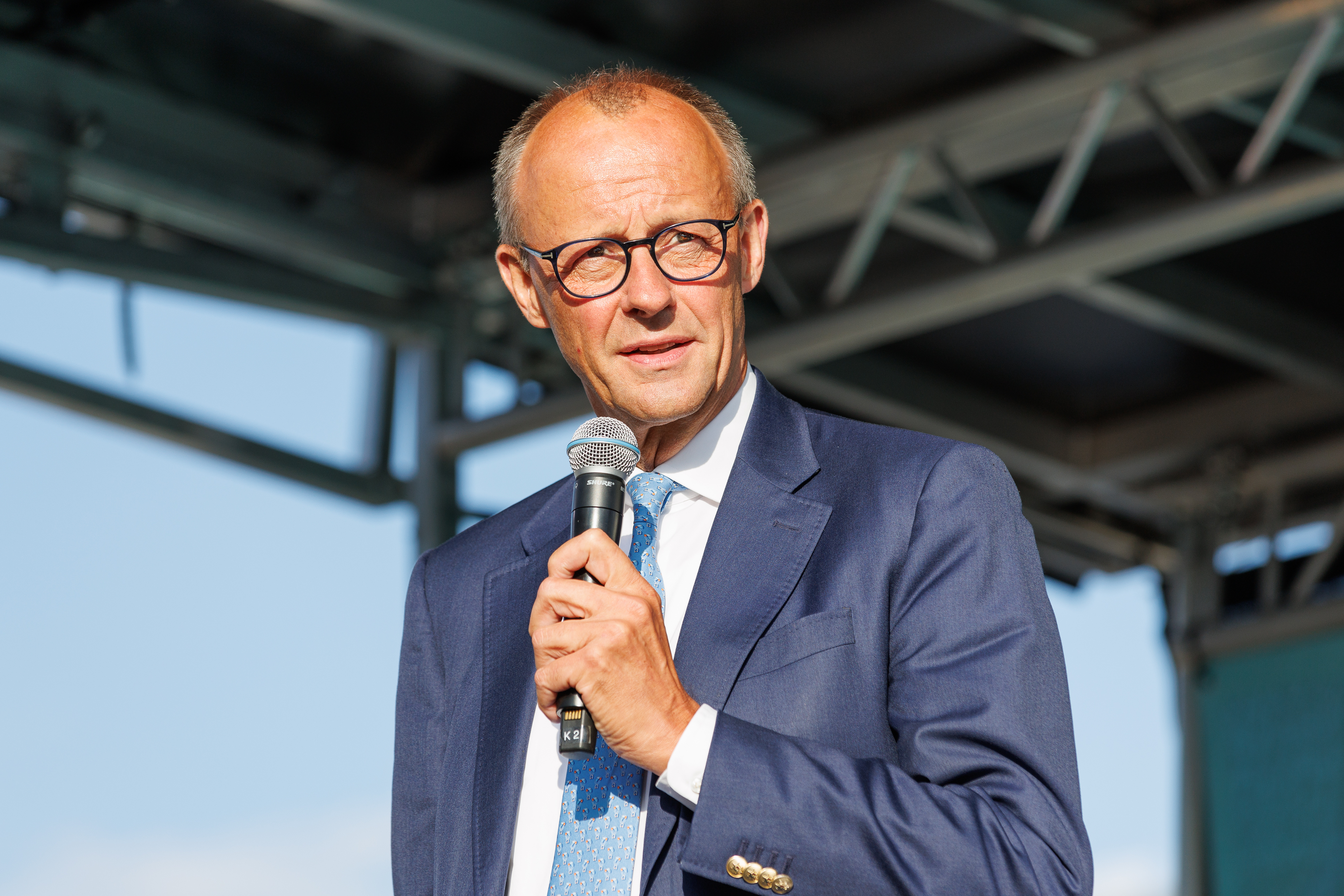
Friedrich Merz bei einer Wahlkampfveranstaltung in Erfurt (2024)

### Rechtsradikalismus
Kritik erregte Merz mit einem Interview nach dem rassistischen Anschlag in Hanau 2020, in dem er über „rechtsfreie Räume“, „illegale Einwanderung“ und den „Schutz der Grenzen“ sprach, und schließlich auf die Nachfrage eines Journalisten „Schließe ich daraus richtig, dass Ihre Antwort auf das Problem des Rechtsradikalismus die stärkere Thematisierung von Clan-Kriminalität, Grenzkontrollen und so weiter ist?“ mit „Ja“ antwortete.

### Familienpolitik
Im Jahr 1995 stimmte Merz gegen das „Schwangeren- und Familienhilfeänderungsgesetz“, welches als Antwort auf eine Bundesverfassungsgerichtsentscheidung das Abtreibungsrecht liberalisierte. Merz äußerte im Jahr 2020, dass er nie gegen die Strafbarkeit von Vergewaltigungen in der Ehe gestimmt habe, sondern es sei bei der Abstimmung (für ihn) um die Frage gegangen, ob in das Strafgesetzbuch hierzu eine „Widerspruchsklausel“ (CDU/CSU) oder eine „Versöhnungsklausel“ (SPD) aufgenommen würde. Er begründete sein Abstimmungsverhalten damit, dass er befürchtet habe, dass ein drohendes Strafverfahren durch Falschbehauptungen zerstrittener Ehepartner dem Schutzinteresse betroffener Frauen eher schaden als nützen würde. Er stehe zu seinem damaligen Abstimmungsverhalten, würde aus heutiger Sicht jedoch anders entscheiden. Gegen Aussagen des Linken-Politikers Fabio De Masi, er habe gegen die Strafbarkeit der Vergewaltigung in der Ehe gestimmt, ging Merz laut De Masi erfolglos juristisch vor, da das Landgericht Frankfurt am Main diese Aussage in einer ersten Beurteilung als Fakt einstufte.

### Umgang mit Homosexualität
Merz betrachtete im Jahr 2000 das Lebenspartnerschaftsgesetz als verfassungswidrig, da es den Schutz und Stellenwert der Ehe aushöhle. 2001 sagte Merz, angesprochen auf die offene Homosexualität des damaligen Berliner Regierenden Bürgermeisters Klaus Wowereit: „Solange er sich mir nicht nähert, ist mir das egal!“ Weiter äußerte Merz, das Privatleben führender Leute in der Öffentlichkeit sei ihm gleichgültig, solange sie ihren Job gut machen.
Merz äußerte 2020, er habe keine Vorbehalte gegen einen schwulen Bundeskanzler. Die sexuelle Orientierung gehe die Öffentlichkeit nichts an. Die Grenze sei der Rahmen der Gesetze und dass die sexuelle Orientierung keine Kinder betreffe. Diese von Merz hergestellte Verbindung von Homosexualität und Pädophilie wurde in der medialen Öffentlichkeit breit kritisiert. Merz bezeichnete dies als Missverständnis.

### Ostdeutschland
Die Ministerpräsidentin von Mecklenburg-Vorpommern, Manuela Schwesig, kritisierte 2018 Merz' Äußerung, es seien bei der Integration der Ostdeutschen auch Fehler gemacht worden; seine Wortwahl suggeriere, dass sich die Ostdeutschen ähnlich wie ausländische Zuwanderer erst an bundesdeutsche Verhältnisse anpassen müssten. 2024 äußerte Merz „Man muss im Osten mehr erklären als im Westen, das ist wahr, aber ich tu’s gern und ich fahr’ da richtig gern hin.“

### Haltung zu Umweltverbänden und Naturschutz
Bei einem Wahlkampfauftritt in Bad Saulgau im September 2021 kritisierte Friedrich Merz Umweltverbände wie Greenpeace und den NABU, da sie aus seiner Sicht durch Umweltklagen demokratische Prozesse und die soziale Marktwirtschaft zu wenig anerkennen würden. Er warb dafür, Klimaschutz stärker mit marktwirtschaftlichen Lösungen zu verbinden. Später ordnete er seine Aussagen ein und hob die konstruktive Arbeit des NABU ausdrücklich positiv hervor.

### Abstimmungen mit der AfD
Unter dem Eindruck des Messerangriffs in Aschaffenburg 2025 brachte Merz für die CDU/CSU-Fraktion einen Fünf-Punkte-Plan zur Verschärfung der Asylpolitik in den Bundestag ein. Bei dem Entschließungsantrag kam erstmals eine parlamentarische Mehrheit durch die Unterstützung der AfD zustande. Dieses Vorgehen stieß auf scharfe Kritik von SPD, Grünen, der Linken, Angela Merkel und der evangelischen und katholischen Kirche. Am 31. Januar 2025 brachte die Unionsfraktion einen Entwurf des „Zustrombegrenzungsgesetzes“ in den Bundestag ein, der von CDU/CSU, FDP, BSW und AfD unterstützt wurde, eine Mehrheit kam jedoch nicht zustande. Dieses Verhalten, wie auch die Inhalte, deren Rechtskonformität teils angezweifelt wurde, führten zu deutschlandweiten Protesten mit hunderttausenden Teilnehmenden.

### Klage gegen Transparenzgesetz bzw. gegen Offenlegung von Nebeneinkünften
Im Jahr 2006 kam es zu Diskussionen über Interessenkonflikte von Bundestagsabgeordneten, die neben ihrem Abgeordnetenmandat ihren angestammten Beruf ausübten. Abgeordnete sollten ihre Einkünfte aus Nebentätigkeiten offenlegen. Merz, der zu diesem Zeitpunkt laut dem Deutschen Bundestag 14 Nebentätigkeiten ausübte, reichte gemeinsam mit acht weiteren Abgeordneten beim Bundesverfassungsgericht Klage gegen die Offenlegung ein. Das Argument: Abgeordnete sind laut Artikel 38 des Grundgesetzes „an Weisungen nicht gebunden und nur ihrem Gewissen unterworfen.“ Wenn nun Sanktionen gegen sie verhängt werden könnten, falls sie die Offenlegungspflicht verletzten, sei das ein Verfassungsverstoß. Die Regelung werde viele Abgeordnete in das lebensferne Berufspolitikertum treiben. Im Juli 2007 wies das Bundesverfassungsgericht die Klage mit einem Stimmenverhältnis von vier zu vier ab.

## Mitgliedschaften und soziales Engagement

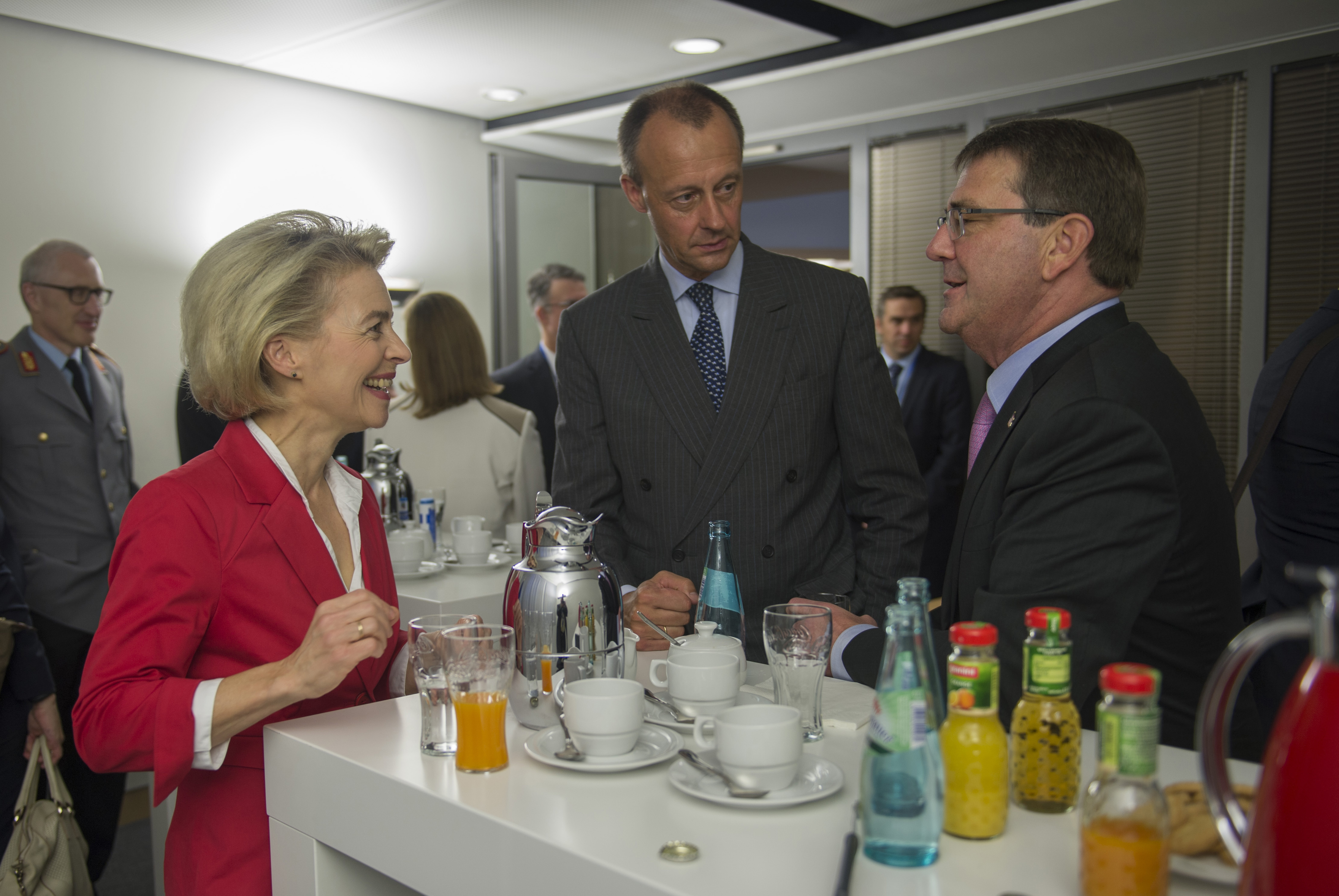
Merz im Jahr 2015 als Vorsitzender der Atlantik-Brücke mit Verteidigungsministerin Ursula von der Leyen und US-Verteidigungsminister Ashton Carter

Merz ist seit 1977 Mitglied der katholischen Studentenverbindung KDStV Bavaria Bonn im CV und Mitglied in folgenden Organisationen: Rotary Club Arnsberg, Deutscher Anwaltverein (DAV), Deutsch-Amerikanische Juristen-Vereinigung (DAJV), Frankfurter Zukunftsrat, Trilaterale Kommission, Deutsche Nationalstiftung und Atlantik-Brücke. Merz ist außerdem Mitglied der Europa-Union Deutschland.
Im Jahr 2005 gründete das Ehepaar Merz die Friedrich und Charlotte Merz-Stiftung für Bildung und Ausbildung (kurz Merz-Stiftung). Die Stiftung unterstützt gemeinnützige Projekte im Bildungswesen, in der Stadt Arnsberg.

## Sonstiges
Journalist und Politikberater Michael Spreng schrieb 2007 über die Rivalität zwischen Merz und Merkel: Es sei die „exemplarische Geschichte eines talentierten, aber überheblichen und eitlen Mannes, der eine listige, zielstrebige und uneitle Frau unterschätzte.“
Der Komiker Stefan Raab veröffentlichte im Jahr 2025 das Lied Rambo Zambo (Was is Bubatz?), das zwei Aussprüche von Merz enthält, welche dieser im Bundestagswahlkampf getätigt hatte: zum einen den Satz Was ist Bubatz? und zum anderen den Begriff Rambo Zambo bezüglich der anstehenden Feierlichkeiten im Konrad-Adenauer-Haus. Auf seinem TikTok-Kanal gab sich Merz humorvoll und dankte Raab für den Beitrag zur Popkultur.

## Schriften (Auswahl)
- mit Michael Glos: Soziale Marktwirtschaft im 21. Jahrhundert. Antworten der Wirtschafts-, Finanz- und Sozialpolitik auf die neuen Herausforderungen. Olzog, München 2001, ISBN 3-7892-8083-6.
- Mut zur Zukunft. Wie Deutschland wieder an die Spitze kommt. Goldmann, München 2002, ISBN 3-442-15218-6.
- Nur wer sich ändert, wird bestehen. Vom Ende der Wohlstandsillusion – Kursbestimmung für unsere Zukunft. Herder, Freiburg im Breisgau 2004, ISBN 3-451-05671-2.
- Wachstumsmotor Gesundheit – Die Zukunft unseres Gesundheitswesens. Hanser, München 2008, ISBN 978-3-446-41456-3.
- Mehr Kapitalismus wagen – Wege zu einer gerechten Gesellschaft. Piper, München 2008, ISBN 978-3-492-05157-6.
- Was ist gerecht? Denkanstöße 2010, Seite 115–126, Ein Lesebuch aus Philosophie, Kultur und Wissenschaft, herausgegeben von Lilo Göttermann, Piper, München 2010, ISBN 978-3-492-25419-9.
- mit Wolfgang Clement: Was jetzt zu tun ist: Deutschland 2.0. Herder, Freiburg 2010, ISBN 978-3-451-30252-7.
- Neue Zeit. Neue Verantwortung. Demokratie und Soziale Marktwirtschaft im 21. Jahrhundert. Econ, Berlin 2020, ISBN 978-3-430-21044-7.

## Auszeichnungen
- 2006: Dolf-Sternberger-Preis
- 2006: Orden wider den tierischen Ernst des Aachener Karnevalsvereins
- 2016: Lucius-D.-Clay-Medaille

Im Jahre 2018 lehnte Merz den ihm von der Ludwig-Erhard-Stiftung verliehenen Ludwig-Erhard-Preis ab. Er begründete dies mit den seiner Meinung nach rechtspopulistischen publizistischen Tätigkeiten des Vorstandsvorsitzenden der Stiftung, Roland Tichy.